# Dedublarea personalității

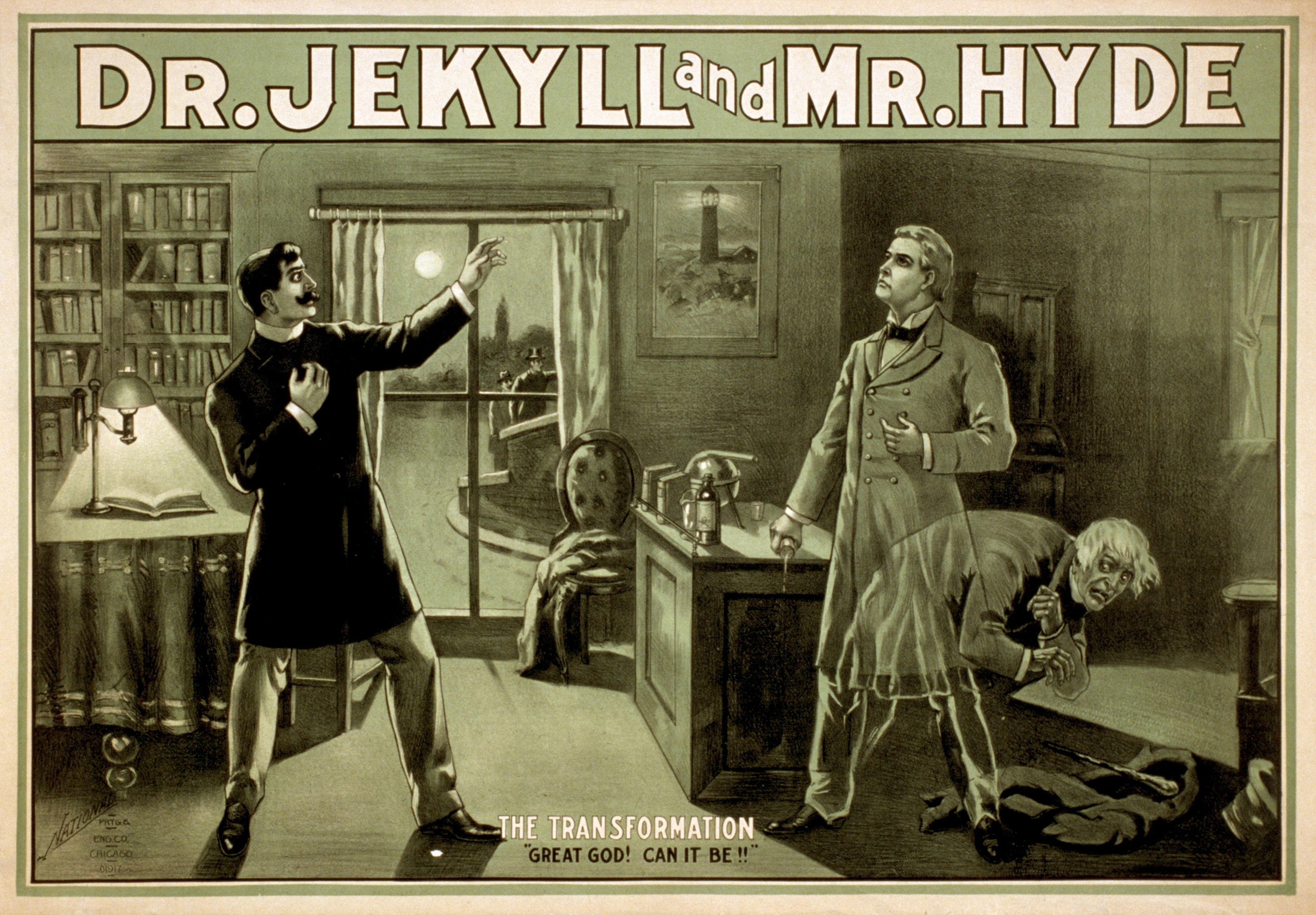
Dr. Jekyll and Mr. Hyde

Dedublarea personalității este o tulburare a unității conștiinței de sine care se caracterizează prin apariția în alternanță, a unei prime personalități și a uneia sau mai multe personalități secundare la același subiect.
Dedublarea de personalitate intervine pe fondul unor tulburări psihice, iar adesea persoana suferindă trăiește cu convingerea că este o altă persoană, de obicei cunoscută ca unul din oamenii celebri ai lumii, sau un personaj religios. În fiecare caz, pacienții trăiesc cu intensitate personajul în care s-au transformat.
Boala a fost descrisă de Alfred Binet (1857–1911) în cartea Le dédoublement de la personnalité et l'amnésie périodique, carte apărută și în România în 1998, tradusă fiind de Michaela Brândușa Malcinschi cu titlul Dedublarea personalității și inconștientul.
Acest fenomen psihopatologic de disociere a unității personalității prin dedublarea ființei, duce la apariția a două euri diferite, care evoluează succesiv sau simultan. Cele două euri coexistă, unul fiind normal și conștient iar celălalt patologic și bazat pe o motivație inconștientă. Acest sindrom este întâlnit în isterie, stări maniacale, psihoz alcoolice și schizofrenie.
Afecțiunea intră în categoria Tulburări disociative (de conversie), care cuprinde stările de confuzie și de dedublare psihogenă; personalitate multiplă; sindrom Ganser.